# نجمة دليل الليزر

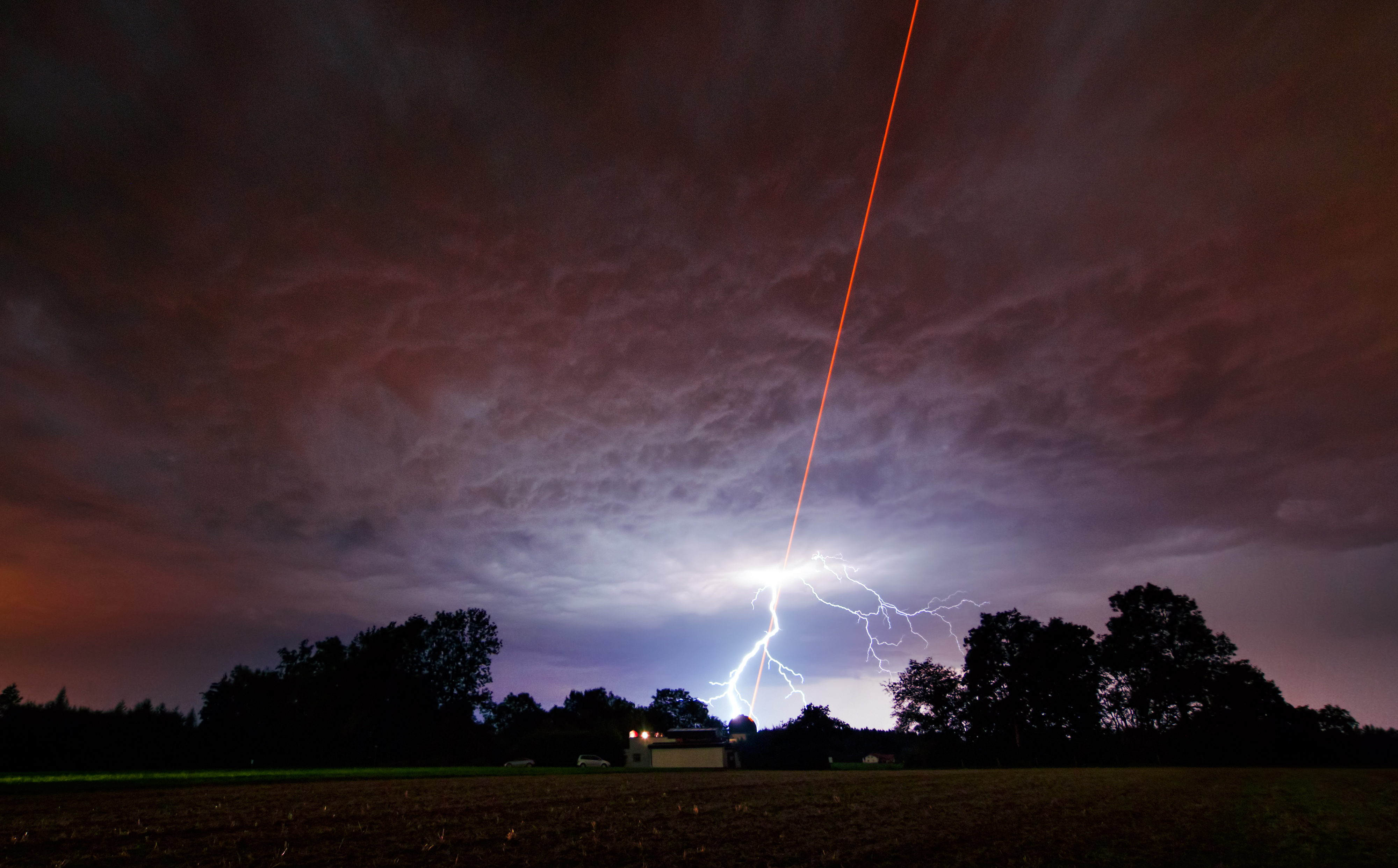
المرصد الأوروبي الجنوبي يختبر وحدة نجمة دليل الليزر «فيندلشتاين» بتسليط حزمة ليزر قوية الي طبقة الغلاف الجوي.

نجمة دليل الليزر (بالإنجليزية: Laser guide star)‏ هو عملية إنشاء نجمة صناعية في طبقات الجو عبر طرق البصريات المكيفة والتي يتم استخدامها في المراصد.

## الفكرة
يتعرض الضوء القادم من النجوم الي الكثير من التشويه عليه نتيجة الغلاف الجوي والذي يؤثر علي عمليات الرصد. ولذلك حتي يتم التغلب علي ذلك يتم إنشاء نجوم صناعية عن طريق استخدم حزمة ليزر قوية في طبقة الأتوموسفير ويتم توجيهها الي المنطقة المرغوبة. مما يساهم في كشف مساحة كبيرة للالبصريات المكيفة نتيجة ان حزمة الليزر يحدث لها ارتداد حينما تصل الي طبقات الجو مما يساهم في ثبات الضوء القادم من النجم الحقيقي وامكانية رصده بالتليسكوب.

## انواعها
هناك نوعين لنظام نجمة دليل الليزر ولكن اشهرها هي نجوم الدليل من الصوديوم. حيث يستخدم عنصر الصوديوم في إنشاء حزمة الليزر بتردد 589.2 نانومتر مما يساهم في شحن طبقات الصوديوم الموجودة في الغلاف الجوي بشكل يصنع نجمة متوهجة في طبقة الغلاف الجوي.

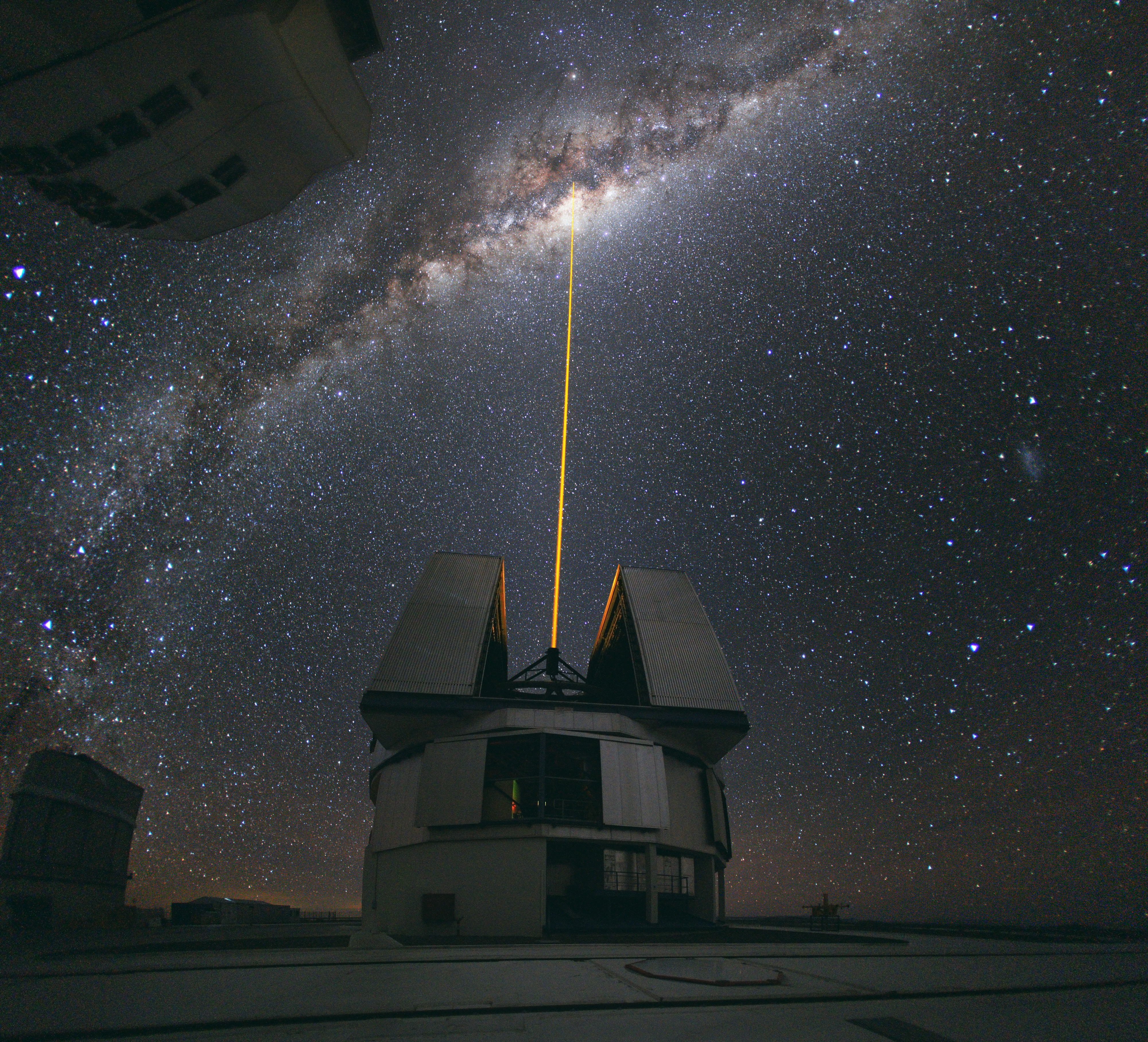
اطلاق ليزر في مرصد بارنال - تشيلي - موجه الي طريق درب التبانة

## التطوير
يعتبر هذه النظام لا يزال وليدًا وتحت التطوير. في عام 2006 كان هناك مرصدين فقط قاموا بأجراء هذه التجارب لاغراض تجارب علمية مثل مرصدي بالومر في كاليفرونيا ومرصد كيك في هاوي.